# Pavlikeni
Pavlikeni (bulharsky Павликени) je město ležící na rozhraní severního a středního Bulharska a také na rozhraní Předbalkánu a Dolnodunajské nížiny. Je správním střediskem stejnojmenné obštiny a žije v něm přibližně 9 800 obyvatel.

## Název
O původu názvu sídla existují dvě verze Podle jedné, která vychází z nedoložené legendy, pochází název města od jména bojara Pavlikjana, který se na těchto pozemcích usadil a založil usedlost. Podle druhé verze osada vznikla usazením paulikánů z Thrákie. Poprvé bylo její jméno zaznamenáno osmanských rejstřících jako Pavlikyan a později, v 15. až 19. století, jako Bavlikyan.

## Historie

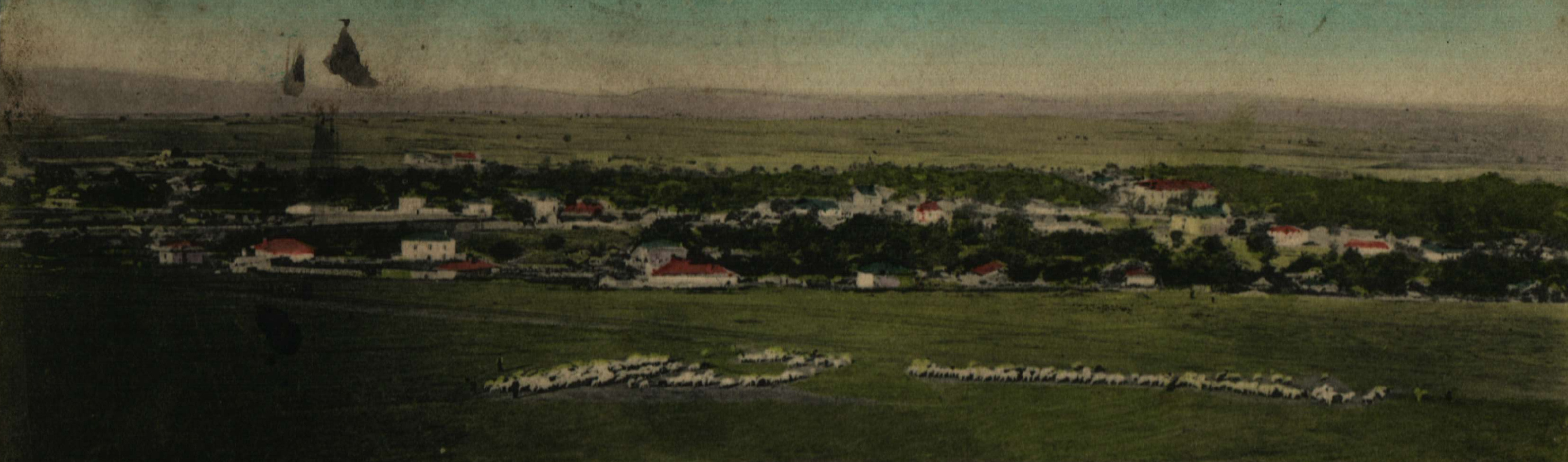
Pohlednice s pohledem na Pavlikeni (před rokem 1916)

Okolí města bylo osídleno odedávna a byly zde nalezeny stopy pravěkého člověka. Pět kilometrů severozápadně od města byla objevena velká dílna na keramiku z 1. – 3. století. Místností měly sádrové stropy bohatě zdobené barevnými rostlinnými ornamenty. Nalezený archeologický materiál představoval hliněné nádoby, lampy, bronzové nášivky, ozdoby, více než 3700 stříbrných římských mincí, votivní dlaždice, zemědělské nářadí a další nálezy odhalují životní styl obyvatel.
Existence osady na místě dnešního města je doložena od 13. až 14. století a poprvé je písemně zmíněna v 15. století. Její obyvatelstvo vyznávalo paulicianismus. Podle osmanských záznamů z let 1479/80 to byla paulikánská vesnice s 59 domácnostmi. Paulikiáni, kteří stále praktikovali svou původní víru, mezi 16. a 17. stoletím konvertovali k římskému katolicismu. Po Čiprovském povstání v roce 1688 uprchli přes Dunaj a usadili se v oblasti Banátu. Do opuštěné osady se přistěhovali Turci z nedaleké dědiny Murad Bey Köy, takže na počátku 19. století šlo o čistě tureckou vesnici.

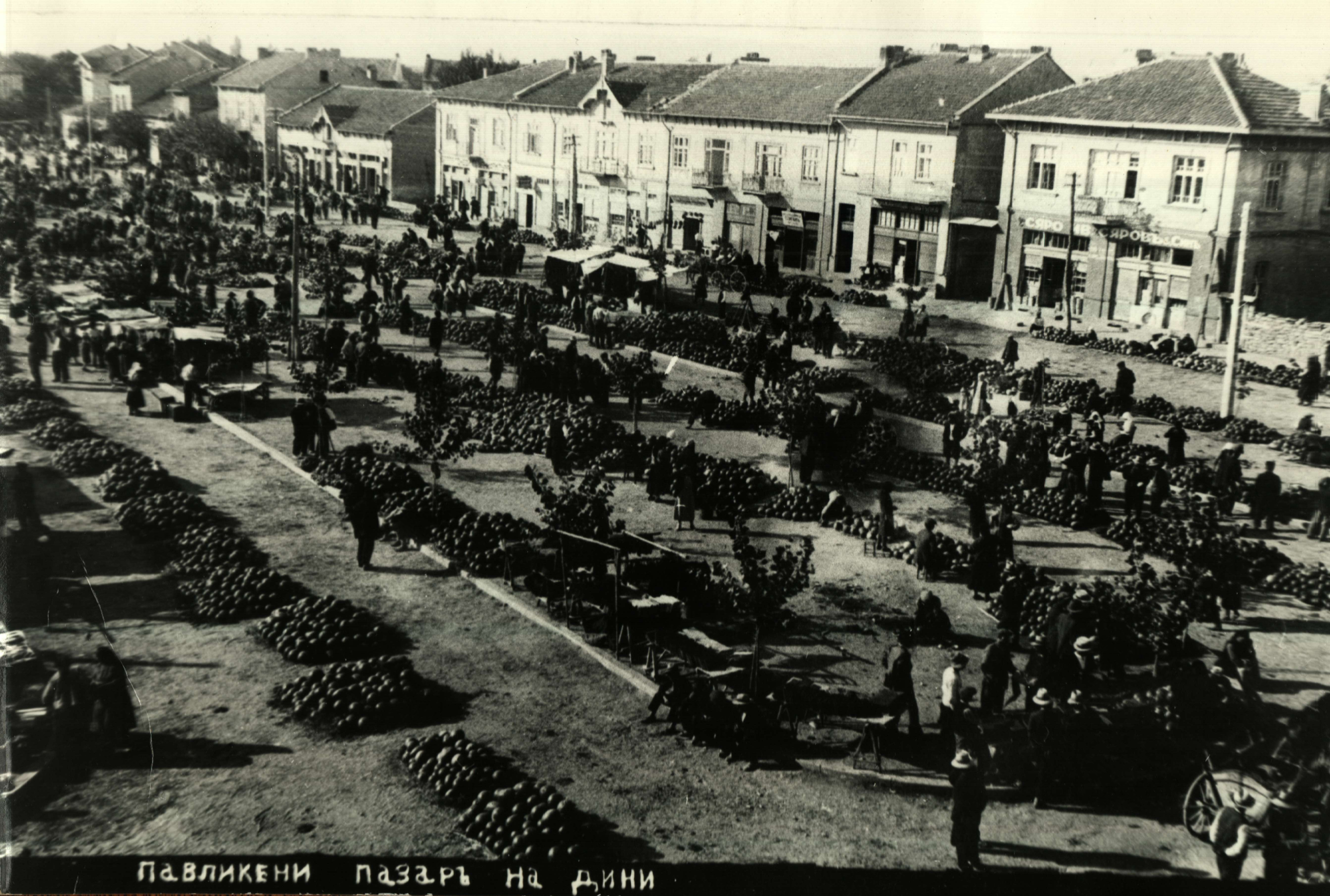
Trh s melouny v Pavlikeni (před rokem 1930)

V době osvobození bylo Pavlikeni malou vesnicí, kde v roce 1880 žilo 580 obyvatel, jejichž hlavní činností bylo zemědělství V té době se sem přistěhoval řemeslník Atanas Chadžislavčev a jeho snahou bylo zachovat Pavlikeni jako správní centrum. Prvním zdejším knězem se stal Ivan Penčev, díky němuž byla zahájena výstavba pravoslavného kostela, který byl vysvěcen v roce 1882. Pro obec se stala klíčovou výstavba železniční trati Sofie - Varna, která tudy vede díky tomu, že Atanas Chadžislavčev daroval ministerstvu železnic svoje polnosti, aby na nich byla postavena železniční stanice a přilehlá trať. Nádraží bylo oficiálně otevřeno.8. listopadu 1899. Záhy se obec rozvinula v obchodně-řemeslnou osadu. Na počátku 20. století se nádraží stalo impulzem pro rozvoj obce do hospodářského a regionálního centra.
V roce 1922 byla postavena budova lidové banky a také hodinová věž. V roce 1925 zde zřídili zemědělské pokusné pole. V letech 1932 – 1933 byl zde postaven komplex škol, kam se z Bjalé Čerkvi přestěhovala státní bednářská škola a byla v něm otevřena zemědělská škola. Obec byla povýšena na město roku 1943. Byl postaven mlýn, lisovna oleje, továrna na keramiku, vinný sklep a kovoobráběcí závod.
Dnes je město Pavlikeni důležitým železničním uzlem na hlavním tahu Sofie - Varna s rozvinutým strojírenstvím, lehkým průmyslem, potravinářstvím a dalšími průmyslovými odvětvími.

## Obyvatelstvo
K 15. prosinci 2023 ve městě žilo 9 783 obyvatel a bylo zde trvale hlášeno 11 354 obyvatel. Níže uvedená tabulka ukazuje vývoj populace města v období po druhé světové válce (1946 – 2021):
| rok      | 1946  | 1956  | 1965   | 1975   | 1985   | 1992   | 2001   | 2011   | 2021  |
| populace | 6 383 | 9 278 | 11 270 | 12 228 | 14 143 | 13 996 | 12 879 | 10 671 | 8 589 |

Podle sčítání 1. února 2011 bylo národnostní složení následující:
- Bulhaři: 9 337 (94.5 %)
- Turci: 302 (3.1 %)
- Romové: 185 (1.9 %)
- ostatní[p 2]: 55 (0.6 %)